# Первая лига ПФЛ 1994
Матчи турнира первой лиги первенства России по футболу 1994 игрались с 3 апреля по 6 ноября. Первый единый (без разделение на зоны) сезон первой российской лиги —  второго по силе дивизиона страны.
По итогам сезона в высшую лигу вышли «Черноморец» Новороссийск и «Ростсельмаш» Ростов-на-Дону.

## Участники
В сезоне 1994 года в первой лиге выступали 22 команды.
Команды, которые вступили в первую лигу после второй лиги обозначены зелёной стрелкой ()
Вследствие реорганизации системы лиг из второй лиги сезона-1993 команды в первую лигу не переходили.
| Команда       | Город             | Стадион                                  | Главный тренер                                            |
| ------------- | ----------------- | ---------------------------------------- | --------------------------------------------------------- |
| Автодор*      | Владикавказ       | Динамо                                   | Игорь Цакоев                                              |
| Асмарал       | Москва            | Красная Пресня                           | Валентин Иванов (по август) Владимир Белоусов (с августа) |
| Балтика       | Калининград       | Балтика                                  | Анатолий Иванов                                           |
| Дружба        | Майкоп            | городской стадион                        | Софербий Ешугов                                           |
| Заря          | Ленинск-Кузнецкий | Шахтёр                                   | Сергей Васютин                                            |
| Звезда        | Иркутск           | Труд                                     | Сергей Муратов                                            |
| Звезда        | Пермь             | Звезда                                   | Виктор Слесарев                                           |
| Зенит         | Санкт-Петербург   | Кировец (3) Петровский (16) Обуховец (2) | Вячеслав Мельников                                        |
| Иртыш         | Омск              | Красная звезда                           | Артём Амирджанов                                          |
| Локомотив     | Чита              | Локомотив                                | Александр Ковалёв                                         |
| Луч           | Владивосток       | Динамо                                   | Игорь Саенко                                              |
| Нефтехимик    | Нижнекамск        | Нефтехимик                               | Геннадий Сарычев                                          |
| Океан         | Находка           | Водник                                   | Иштван Секеч                                              |
| Ростсельмаш   | Ростов-на-Дону    | Ростсельмаш                              | Энвер Юлгушов                                             |
| Смена-Сатурн  | Санкт-Петербург   | Стадион СДЮШОР «Смена»                   | Олег Терешонков                                           |
| Сокол         | Саратов           | Локомотив (18) Сокол (3)                 | Александр Корешков                                        |
| Техинвест-М** | Московский        | Стадион совхоза «Московский»             | Александр Новиков                                         |
| Торпедо       | Владимир          | Красный химик (Судогда, 2) Торпедо (19)  | Юрий Пьянов                                               |
| Уралан        | Элиста            | Спартак                                  | Виктор Лиджиев                                            |
| Черноморец    | Новороссийск      | Труд                                     | Олег Долматов                                             |
| Шинник        | Ярославль         | Шинник                                   | Игорь Волчок                                              |
| Эрзу          | Грозный           | Стадион имени Увайса Ахтаева             | Ваит Талгаев                                              |

* До июня — «Автодор-Олаф»
** До августа — «Интеррос» (Москва)

## История
После матчей на Дальнем Востоке 22 мая с «Океаном» Находка и 25 мая с «Лучом» Владивосток санкт-петербургский «Зенит» добирался домой три дня. Начальник «Зенита» Сергей Иромашвили, работавший до этого в «Океане», в целях экономии денежных средств предложил улететь в Санкт-Петербург не из Владивостока, а из Хабаровска. Поезд Владивосток—Хабаровск, на котором отправилась команда, опоздал к самолёту на Петербург, и руководство «Зенита» решило лететь на нелегальном военном рейсе до Москвы. Этот рейс был задержан на полдня в Красноярске, а приземлился на аэродроме в Клину. Оттуда команда на переполненных электричках добралась до Твери, откуда на поездах доехала до Петербурга. Всю дорогу — более 2 тыс. долларов — пришлось оплатить футболисту «Океана» Александру Аверьянову, ехавшего вместе с женой, ребёнком и телевизором и собиравшегося подписать контракт с «Зенитом».

## Таблица
| М  | Команда            | И  | В  | Н  | П  | Мячи     | ±   | О  | Примечания            |
| -- | ------------------ | -- | -- | -- | -- | -------- | --- | -- | --------------------- |
| 1  | Черноморец         | 42 | 29 | 7  | 6  | 103 − 31 | +72 | 65 | Переход в высшую лигу |
| 2  | Ростсельмаш        | 42 | 27 | 8  | 7  | 92 − 44  | +48 | 62 | Переход в высшую лигу |
| 3  | Балтика            | 42 | 26 | 10 | 6  | 89 − 41  | +48 | 62 |                       |
| 4  | Сокол              | 42 | 21 | 11 | 10 | 65 − 48  | +17 | 53 |                       |
| 5  | Шинник             | 42 | 21 | 8  | 13 | 69 − 44  | +25 | 50 |                       |
| 6  | Нефтехимик         | 42 | 18 | 11 | 13 | 56 − 40  | +16 | 47 |                       |
| 7  | Заря               | 42 | 20 | 4  | 18 | 80 − 64  | +16 | 44 |                       |
| 8  | Дружба (Майкоп)    | 42 | 18 | 8  | 16 | 51 − 57  | −6  | 44 |                       |
| 9  | Локомотив (Чита)   | 42 | 17 | 10 | 15 | 59 − 56  | +3  | 44 |                       |
| 10 | Асмарал (Москва)   | 42 | 17 | 8  | 17 | 57 − 55  | +2  | 42 |                       |
| 11 | Уралан             | 42 | 16 | 9  | 17 | 69 − 67  | +2  | 41 |                       |
| 12 | Луч                | 42 | 15 | 11 | 16 | 44 − 53  | −9  | 41 |                       |
| 13 | Зенит              | 42 | 14 | 12 | 16 | 44 − 49  | −5  | 40 |                       |
| 14 | Звезда (Иркутск)   | 42 | 15 | 9  | 18 | 57 − 64  | −7  | 39 |                       |
| 15 | Океан              | 42 | 16 | 6  | 20 | 58 − 60  | −2  | 38 |                       |
| 16 | Иртыш              | 42 | 15 | 7  | 20 | 50 − 79  | −29 | 37 |                       |
| 17 | Смена-Сатурн       | 42 | 16 | 4  | 22 | 47 − 66  | −19 | 36 |                       |
| 18 | Автодор            | 42 | 13 | 6  | 23 | 48 − 67  | −19 | 32 | Вылет во Вторую лигу  |
| 19 | Торпедо (Владимир) | 42 | 13 | 5  | 24 | 52 − 81  | −29 | 31 | Вылет во Вторую лигу  |
| 20 | Эрзу               | 42 | 11 | 8  | 23 | 33 − 73  | −40 | 30 | Расформирование       |
| 21 | Звезда (Пермь)     | 42 | 11 | 5  | 26 | 46 − 81  | −35 | 27 | Вылет во Вторую лигу  |
| 22 | Техинвест-М        | 42 | 4  | 11 | 27 | 55 − 104 | −49 | 19 | Переход в Третью лигу |

И — игры, В — выигрыши, Н — ничьи, П — проигрыши, Мячи — забитые и пропущенные голы, ± — разница голов, О — очки

После первого круга команда «Эрзу» (Грозный) занимала 2-е место. «Звезда» Иркутск, «Океан», «Звезда» Пермь, «Асмарал» не явились на гостевые матчи с «Эрзу», им были засчитаны технические поражения (0:3). Из-за сложной обстановки в Чечне ПФЛ был рекомендован перенос домашних матчей «Эрзу» на нейтральные поля, в дальнейшем игры были перенесены на более поздние срока. Во втором круге команда «Эрзу» провела два матча (в рамках стартовых туров второго круга, 23-й и 24-й туры, в гостях со «Звездой» Иркутск и «Локомотивом» Чита — 0:3 и 0:2, соответствено), оставшиеся матчи сыграны не были, «Эрзу» снялся с чемпионата, в несыгранных матчах «Эрзу» были засчитаны технические поражения.
Примечания
1. ↑  Первые 12 туров команда играла под именем «Автодор-Олаф».
2. ↑  Первый круг команда играла под именем «Интеррос».

Лучшие бомбардиры:
1. Дмитрий Силин («Балтика») — 35 мячей в 41 матче
2. Александр Маслов («Ростсельмаш») — 32 мяча в 34 матчах
3. Сергей Бурдин («Черноморец») — 30 мячей в 38 матчах
4. Дмитрий Вязьмикин («Торпедо») — 24 мяча в 37 матчах
5. Валерий Яблочкин («Шинник») — 21 мяч в 37 матчах
6. Сергей Топоров («Заря») — 21 мяч в 40 матчах
7. Хазрет Дышеков («Черноморец») — 19 мячей в 41 матче
8. Лев Матвеев («Звезда») — 17 мячей в 39 матчах
9. Леонид Маркевич («Сокол») — 16 мячей в 36 матчах
10. Евгений Ястребинский («Уралан») — 16 мячей в 40 матчах

Лучший вратарь: Юрий Окрошидзе («Зенит»)